# Felaoucene (distrito)
Felaoucene é um distrito localizado na província de Tremecém, no noroeste da Argélia. Em 2008, sua população era de 19 798 habitantes.